# Le Travet
Le Travet is een plaats en voormalige gemeente in het Franse departement Tarn in de regio Occitanie en telt 133 inwoners (2004). De plaats maakt deel uit van het arrondissement Albi. Le Travet is op 1 januari 2019 gefuseerd met de gemeenten Ronel, Roumégoux, Saint-Antonin-de-Lacalm, Saint-Lieux-Lafenasse en Terre-Clapier tot de gemeente Terre-de-Bancalié. 

## Geografie
De oppervlakte van Le Travet bedraagt 8,7 km², de bevolkingsdichtheid is 15,3 inwoners per km².
De onderstaande kaart toont de ligging van Le Travet met de belangrijkste infrastructuur en aangrenzende gemeenten.

## Demografie
Onderstaande figuur toont het verloop van het inwonertal (bron: INSEE-tellingen).